# Lazar Samardžić
Lazar Samardžić, né le 24 février 2002 à Berlin en Allemagne, est un footballeur international serbe qui évolue au poste de milieu offensif à l'Atalanta Bergame.

## Biographie

### En club
D'origine serbe, Lazar Samardžić est né à Berlin en Allemagne. C'est dans l'un des clubs de la capitale, le Hertha Berlin, qu'il effectue la majorité de sa formation de footballeur. Durant celle-ci, il reçoit la Médaille Fritz Walter de bronze en 2019, qui récompense les meilleurs jeunes allemands, pour la catégorie des moins de 17 ans.
Samardžić joue son premier match en professionnel le 22 mai 2020 contre l'Union Berlin en Bundesliga, lancé par Bruno Labbadia, qui le fait entrer en cours de jeu à la place de Per Ciljan Skjelbred. Le Hertha l'emporte par quatre buts à zéro ce jour-là.
Le 8 septembre 2020 il rejoint le RB Leipzig,. Il joue son premier match sous ses nouvelles couleurs le 3 octobre 2020, contre le FC Schalke 04, en Bundesliga. Il entre en jeu à la place de Dani Olmo ce jour-là et son équipe s'impose par quatre buts à zéro. Il connait sa première titularisation le 31 octobre suivant, contre le Borussia Mönchengladbach, en championnat. Leipzig s'incline ce jour-là (1-0).
Le 5 août 2021, Lazar Samardžić s'engage en faveur de l'Udinese Calcio pour un contrat courant jusqu'en juin 2026. Il joue son premier match pour l'Udinese le 12 septembre 2021 contre la Spezia Calcio, en championnat. Il entre en jeu en fin de partie et donne la victoire à son équipe quelques minutes plus tard en inscrivant le seul but du match.
Le 18 août 2024, il rejoint l'Atalanta Bergame où il est prêté avec une option d'achat, qui peut devenir automatique selon des objectifs sportifs, fixée à 25 millions d'euros (bonus compris).

### En sélection

#### Avec l'Allemagne
Lazar Samardžić est sélectionné avec l'équipe d'Allemagne des moins de 17 ans pour participer au championnat d'Europe des moins de 17 ans en 2019. Lors de ce tournoi organisé en Irlande, il joue trois matchs dont un comme titulaire, face à l'd'Autriche où il marque un but en transformant un penalty obtenu par Karim Adeyemi. Son équipe s'impose par trois buts à un mais terminant troisième de son groupe ne parvient pas à accéder à la suite de la compétition.
Avec les moins de 19 ans il marque un but lors de sa première sélection contre Andorre le 9 octobre 2019 (victoire 3-0 des Allemands) et inscrit un autre but trois jours plus tard contre la Biélorussie (victoire des jeunes allemands par 9-2).
Avec les moins de 20 ans il joue cinq matchs et inscrit deux buts entre 2020 et 2022.
Le 3 juin 2022, Samardžić joue son premier match avec l'équipe d'Allemagne espoirs face à la Hongrie. Il entre en jeu à la place d'Ansgar Knauff et se fait remarquer en inscrivant son premier but quelques minutes plus tard, participant ainsi à la victoire de son équipe (4-0). 

#### Avec la Serbie
Après des discussions avec Dragan Stojković, le sélectionneur de l'équipe nationale de Serbie, Lazar Samardžić décide de représenter la sélection serbe en février 2023. Il est alors convoqué pour la première fois avec la Serbie en mars 2023. Il honore sa première sélection lors de ce rassemblement le 24 mars 2023, contre la Lituanie. Il entre en jeu à la place de Dušan Tadić et son équipe s'impose par deux buts à zéro. 
Il est retenu dans la liste des 26 joueurs serbes du sélectionneur Dragan Stojković pour participer à l'Euro 2024. 